# Pertti Salolainen
Pertti Edvard Salolainen (ur. 19 października 1940 w Helsinkach) – fiński polityk, producent telewizyjny i dyplomata, były przewodniczący Koalicji Narodowej oraz minister, wieloletni deputowany.

## Życiorys
W 1965 i 1969 uzyskiwał tytuły zawodowe magistra ekonomii i zarządzania w Helsińskiej Wyższej Szkole Handlu. W latach 60. pracował przy produkcji programów gospodarczych dla fińskiego publicznego nadawcy Yleisradio. Od 1966 do 1969 był korespondentem w Londynie. Pomiędzy 1969 a 1989 stał na czele jednej z organizacji związkowych. W latach 1970–1987 zasiadał w radzie nadzorczej Yleisradio.
W 1970 objął po raz pierwszy mandat posła do Eduskunty, który sprawował nieprzerwanie przez 26 lat, reprezentując okręg helsiński i Partię Koalicji Narodowej. W okresie 1991–1994 stał na czele tego ugrupowania.
Dwukrotnie wchodził w skład rządu. Od kwietnia 1987 do kwietnia 1991 był ministrem w resortach spraw zagranicznych oraz handlu i przemysłu w gabinecie, na czele którego stał Harri Holkeri. Następnie do kwietnia 1995 zajmował to samo stanowisko i dodatkowo urząd wicepremiera w rządzie, którym kierował Esko Aho.
W 1996 odszedł z parlamentu, obejmując funkcję ambasadora Finlandii w Wielkiej Brytanii, którą pełnił do 2004. W wyborach parlamentarnych w 2007, 2011 i 2015 ponownie był wybierany do Eduskunty.
Komandor Orderu Imperium Brytyjskiego (2017).